# Битва при Лапполе
Битва при Лапполе, битва при Сторкюре (швед. Slaget vid Storkyro) или битва у Напо (фин. Napuen taistelu) — сражение Великой Северной войны, состоявшееся между русскими и шведскими войсками 19 февраля (2 марта) 1714 года у финской деревни Лаппола, по-фински Напо (фин. Napue).

## Перед битвой
К 1703 году силы русских достигли устья Финского залива, где Пётр I основал город Санкт-Петербург. Так как шведская армия была преимущественно занята в Речи Посполитой, у неё не было возможности защищать её Прибалтийские территории. После Полтавы Россия захватила всю Ливонию, Эстляндию, Ингерманландию, а также округа Выборг, Кексгольм и Карельский перешеек. Когда Карл XII отказался вести мирные переговоры, Россия и Дания обрисовали план по нападению на Стокгольм. Было разработано 2 маршрута: первый — через южную Швецию, второй — через Финляндию и Аландские острова. Более важным посчитали нападение на юге, тем не менее атаку на Финляндию тоже решено было провести, чтобы блокировать находящуюся там большую часть шведской армии. Однако этим планам не суждено было сбыться — в 1710 году шведский фельдмаршал Магнус Стенбок нанёс датским войскам поражение под Хельсингборгом.
Нападение на Финляндию России проходило не так, как было запланировано. Царь Петр, ведший войну с Османской империей, принял решение отложить завоевание Або из-за нехватки солдат. Первоначально военные действия русской армии в Финляндии ограничивались быстрыми разведывательными операциями и набегами, проводимыми с целью занять юго-восточную Финляндию и опустошить её, что в свою очередь было направлено на уничтожение шведской «базы», которую Карл мог использовать для атаки на районы, принадлежавшие Санкт-Петербургу. Массивное наступление русских в Финляндии началось в 1713 году после того, как год назад из-за проблем в тылу сорвалось главное наступление. Уже в мае Петр Великий и его галерный флот были замечены в Финском заливе в районе Гельсингфорса, а в течение лета вся южная Финляндия была занята русскими войсками. Шведы, ведомые Георгом Любекером, отошли вглубь страны. Прежде чем возвратиться в Россию, Петр приказал Ф. М. Апраксину напасть на Финляндию зимой.
В августе 1713 года командовать финской армией вместо Любекера был назначен генерал-майор Карл Густав Армфельдт. Он оказался в очень сложном положении: бывший командующий оставил армию брошенной на произвол судьбы, голодающей, разорённой. Идти в разведку было невозможно, так как конница была слишком утомлена, чтобы выполнить эти обязанности. В 1714 году в финскую Остроботнию вторглась армия русского генерала-поручика князя М. М. Голицына. В феврале Армфельдт разместил свои силы у Напо (Лаппола), восточнее города Вааса, и занял оборонительное положение. На военном совете, состоявшемся 16 февраля, Армфельдт объявил, что он намерен остаться на позициях и дать бой. Рушились надежды шведов: армия была ослаблена после зимних атак, армия соперника, превосходящая в численности шведов, стремительно приближалась, финская армия уже не ждала подкрепления.

## Русская армия
Пехота под командованием генерала поручика И. И. Бутурлина и генерал-майора Г. П. Чернышева насчитывала 5588 человек: Гренадерский полк Д. Бильса, Великолукский (Луцкий) полк А. Остафьева и 8 сводных батальонов от других полков.
Кавалерия насчитывала две драгунские бригады: генерал-майора Ф. Чекина (он же заменил в качестве командира драгун заболевшего А. Г. Волконского; 4 полка) и бригадира А. Чернцова (3 полка и «генеральский шквадрон» А. Д. Меншикова), всего 2907 человек.
В составе армии М. М. Голицына находились 6 полков наказного атамана Войска Донского В. Фролова (1-1,6 тыс. человек).
Артиллерия насчитывала 12 орудий: 8 2-фунтовых и 4 2-фунтовые, по 2 на драгунскую бригаду.

## Шведская армия
Регулярная пехота насчитывала 3033 человек, кавалерия под командованием полковника барона Райнхольда Юхана де ла Барра - 1547, ландмилиция - 1086.
Артиллерия майора Клевершельда насчитывала шесть 3-фунтовых орудий и одну 6-фунтовую гаубицу при 48 артиллеристах.

## Битва
Русские приближались к Напо с востока, первоначально продвигаясь вдоль замёрзшей реки Кюренйоки. Когда русские оказались в поле зрения шведов, правое крыло конницы отошло на север из-за нахождения в зоне досягаемости шведский орудий. Вместо того, чтобы формировать войско параллельно со шведами, Голицын намеревался напасть на левый фланг шведов либо за плату или через силу нанять людей, чтобы провести русскую армию через замороженные болотистые леса севернее реки. В таком случае русская армия заняла бы очень выгодные позиции и заняла бы лучшее положение, чтобы напасть на левый фланг шведов.

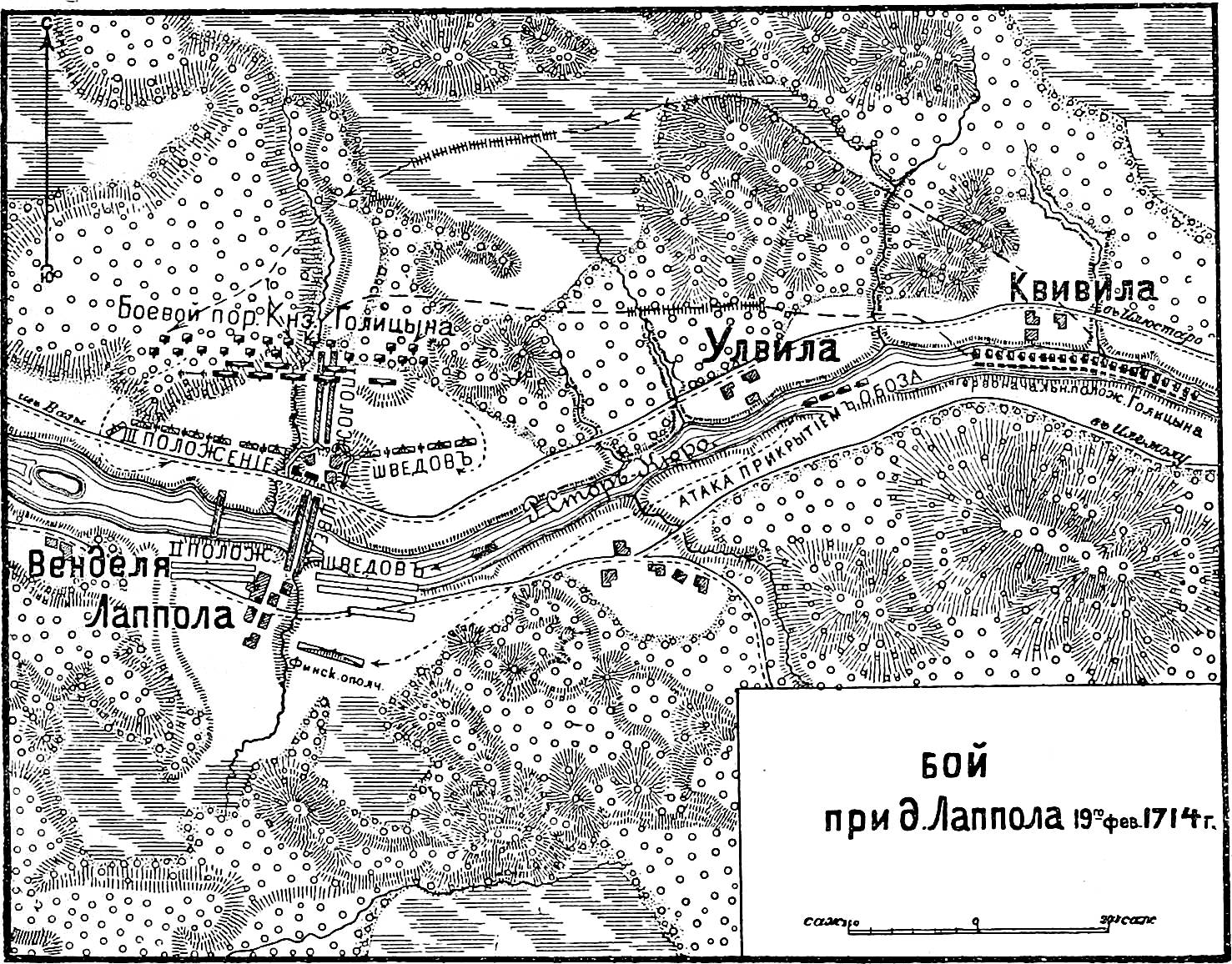
Театр военных действий
(рисунок из статьи «Лаппола»
«Военная энциклопедия Сытина»)

Армфельдт и его советники наблюдали за передвижениями русской армии. Утром 19 февраля (2 марта по новому стилю) прибыли казаки и драгуны, в то время как главные силы были подготовлены для атаки днём. Поскольку сражение могло начаться в любой момент, Армфельдт выстроил шведов и призвал их сражаться за короля и страну. Как этот призыв был воспринят войском, неизвестно, но в отчёте Армфельдта написано о том, что их войска «показали невероятную храбрость и лояльность к смерти и на коленях и с сияющими глазами они просили у Бога помощь». Армфельдт понял, что русские готовят хитрость, когда небольшой отряд их конников продолжал продвигаться вдоль реки, несмотря на то, что основные силы отошли на север. Слишком поздно разгадав этот манёвр, он приказал своей армии немедленно развернуться на север, чтобы отразить атаку. Он построил свои войска для упреждающей атаки. Правому флангу шведов первоначально сопутствовал успех, они нанесли по левому крылу русских сильнейший удар из пушек, а пехота бросилась в штыки.
Левый фланг русской армии не был до конца выстроен и находился в беспорядочном положении во время шведской атаки. Однако, несмотря на первоначальный успех шведов, русские сумели довершить построение войск и стабилизировать ситуацию внутри левого фланга, а вскоре сказалось и их численное преимущество. Правый фланг русской армии был организован лучше и отразил шведскую атаку. Шведская конница была остановлена, окружена и разбита драгунами и казаками, а войска, находившиеся на левом фланге, уничтожались в жестокой борьбе. Армфельдт попытался помочь окружённым войскам левого фланга, но Голицын направил основные силы против центра шведской армии. В итоге левый фланг был уничтожен, а правый — разбит войсками Голицына, после чего шведская пехота бросилась отступать.

## После битвы

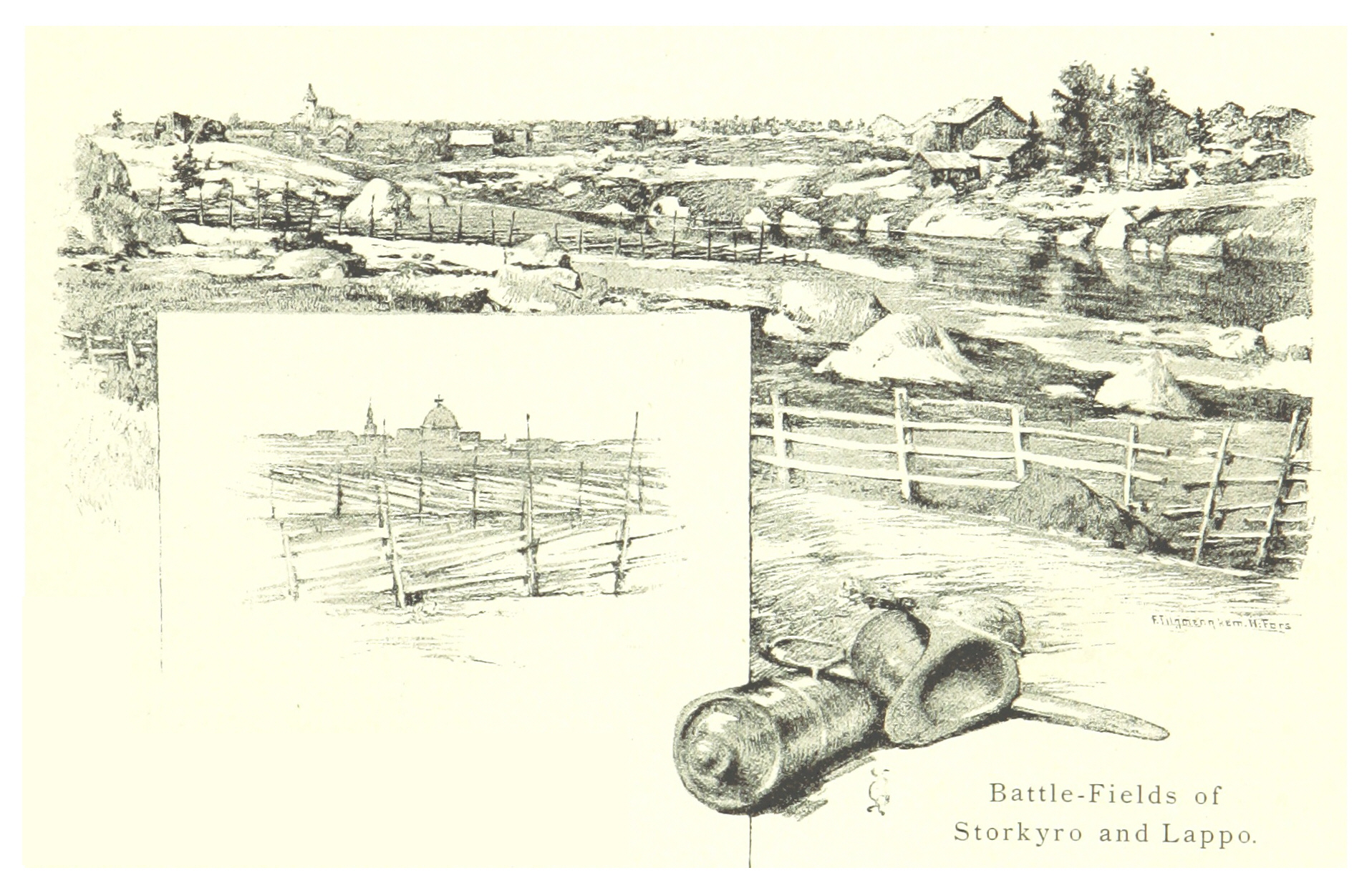

Сражение завершилось полным разгромом финской армии шведов, потери шведов достигли почти 3000 человек, а по русским данным — около 5500 человек. Многие пленные истекали кровью или замёрзли и погибли в ночь после сражения, тела их были оставлены лежать на поле битвы ещё несколько недель. Русские также понесли серьёзные потери: в целом — около 1500 раненных и убитых. Большинство погибших русских было захоронено на кладбище Лаппольской церкви.
Стратегическое значение победы в Лаппольской битве заключалось в том, что русские смогли фактически управлять всей Финляндией в течение нескольких лет и готовить плацдарм для дальнейшей войны против Швеции. За заслуги М. М. Голицын получил чин генерал-аншефа и 10 тысяч рублей, которые он потратил на шитье сапог своим пообносившимся солдатам. Для наиболее отличившихся офицеров было выбито 35 золотых медалей «За Вазское сражение».
Тяготы этого времени сказались на населении Финляндии и отразились в названии эпохи как Великое Лихолетье (фин. Isoviha). Швеция была слишком слаба, чтобы выбить русских из Финляндии. Успехи русского флота в Туркском архипелаге позволили русскому флоту помогать сухопутным войскам в Финляндии.